# Immer für dich da
Immer für dich da (Originaltitel: Firefly Lane) ist eine US-amerikanische Drama-Fernsehserie, die von Maggie Friedman für Netflix entwickelt wurde. Die Serie basiert auf dem gleichnamigen Roman von Kristin Hannah. Die Serie feierte ihre Premiere am 3. Februar 2021. Im Mai 2021 wurde die Serie für eine zweite und letzte Staffel verlängert, die aus 16 Episoden besteht. Der erste Teil der zweiten Staffel mit 9 Folgen wurde am 2. Dezember 2022 veröffentlicht, der zweite Teil mit weiteren sieben Folgen erschien am 27. April 2023.

## Handlung
Tully Hart und Kate Mularkey sind beste Freundinnen, seit sie 14 Jahre alt waren. Ihre Jugendzeit verbrachten sie in einer Vorstadt der Firefly Lane in benachbarten Häusern. Später beschließen beide, Journalistinnen zu werden und studieren zusammen am College. Mularkey kann stets auf die Unterstützung ihrer Familie zählen. Hart wuchs mit einer drogensüchtigen Mutter auf und musste sich oft um diese kümmern. Ihre ersten Berufserfahrungen machen die beiden bei einer Nachrichtenagentur, bei der für Tully Hart die Karriere als Moderatorin beginnt. Kate lernt hier ihren späteren Ehemann kennen, mit dem sie die Tochter Marah bekommt. Die Ehe zerbricht, Johnny, der in jungen Jahren als Kriegsreporter tätig war, geht in den Irak und wird dort lebensgefährlich verletzt.
Tully, die einen unabhängigen Lebensstil pflegt und sich nicht auf feste Beziehungen einlässt, wird schwanger und heiratet. Als sie kurz nach der Eheschließung eine Fehlgeburt hat, bricht sie zusammen und die Ehe wird auf Wunsch des Ehemannes annulliert. Johnny und Kate finden später wieder zueinander und werden erneut ein Paar. Tullys Karriere bekommt einen Rückschlag, als sie sexistischen Übergriffen ihres ehemaligen Arbeitgebers nicht länger hinnehmen kann. Sie trifft auf den Sportreporter, mit dem sie in jungen Jahren eine tiefe Beziehung hatte, die jedoch daran scheiterte, dass er nach New York zog. Zufällig wohnt er nun mit seiner Partnerin im Penthouse neben ihrem und es entsteht eine zunächst freundschaftliche Beziehung.
Eines Tages ruft Marah Tully an und bittet sie von einer Party abzuholen. Tully ist alkoholisiert und verursacht einen Unfall, bei dem beide schwer verletzt werden, aber überleben. Kate entscheidet daraufhin, die Freundschaft zu Tully zu beenden, und sie haben etwa ein Jahr lang keinen Kontakt. Erst als Kate an Brustkrebs erkrankt, nähern sie sich wieder an. Tully, die einige Zeit in der Antarktis verbracht hat, erfuhr erst spät von Kates Versuchen, sie zu erreichen. Der Neuanfang ihrer Freundschaft gestaltet sich schwierig, da gegenseitiges Misstrauen noch besteht. Kate besiegt den Krebs durch eine Chemotherapie und heiratet Johnny erneut. Am Tag ihrer Hochzeit erfährt Kate jedoch, dass sich Metastasen im Knochen und in der Leber gebildet haben. Marah outet sich und lernt ihre zukünftige Frau kennen. Kate schreibt ein Buch über ihr Leben, das niemand lesen darf, bis sie es fertiggestellt hat und beginnt, ihr eigenes Sterben zu akzeptieren. Die Familie versucht, mit der Situation umzugehen. Tully ist nicht bereit, Kates bevorstehenden Tod zu akzeptieren, und versucht alles, um sie in eine Studie zur Krebsforschung unterzubringen. Der Sportreporter trennt sich von seiner Partnerin und Tully gesteht ihm ihre Liebe. Kate beendet ihr Buch mit dem Titel Firefly Lane und hinterlässt es Tully als Vermächtnis.
Die Serie verfolgt das Leben von Tully und Kate, von ihrer Jugend in den 1970er-Jahren, ihrem Einstieg in die Arbeitswelt als junge aufstrebende Journalistinnen in den 1980er-Jahren bis zu den frühen 2000er-Jahren. Die wechselhaften Zeitetappen spiegeln verschiedene Erinnerungen, die mit der gegenwärtig gezeigten Szenen zusammenhängen.

## Besetzung

### Hauptrollen
- Katherine Heigl als Tully Hart, Kates beste Freundin. Eine berühmte Moderatorin einer Tages-Talkshow namens The Girlfriend Hour
- Sarah Chalke als Kate Mularkey, Tullys beste Freundin. Hausfrau, die während ihrer Scheidung versucht, wieder ins Berufsleben einzusteigen
- Ali Skovbye als Tully im Teenageralter
- London Robertson als Tully im Jahr 1970
- Roan Curtis als Kate im Teenageralter
- Ben Lawson als Johnny Ryan, Kates Ehemann und der Produzent von The Girlfriend Hour
- Beau Garrett als Cloud, Tullys freigeistige, drogensüchtige, alleinerziehende Mutter
- Yael Yurman als Marah Ryan, Kates und Johnnys jugendliche Tochter
- Ignacio Serricchio als Danny Diaz (Staffel 2)

### Nebenrollen
- Brandon Jay McLaren als Travis, ein Witwer, dessen Tochter auf dieselbe Schule wie Marah geht und der eine Verbindung zu Kate findet
- Jon-Michael Ecker als Max Brody, der in Tully verliebt ist
- Chelah Horsdal als Margie, Kates Mutter
- Paul McGillion als Bud, Kates Vater
- Jenna Rosenow als Kimber Watts, eine Redakteurin bei Seattle Digest und Kates Chefin
- Leo Rano als Leon, Clouds Freund in den 1970er Jahren
- Brendan Taylor als Mutt, der Kameramann des lokalen Nachrichtensenders KPOC Tacoma und Kates Liebhaber in den 1980er Jahren
- Jason Mckinnon als Sean, Kates verschlossener älterer Bruder
- Quinn Lord als Sean im Jahr 1974
- Synto Misati als Robbie im Jahr 1974
- Kirsten Robek als Carol, eine KPOC-Moderatorin aus Tacoma
- Andres Joseph als Gideon Vega, ein Fotograf bei Seattle Digest
- Patrick Sabongui als Chad Wiley, Tullys Liebhaber in den 1980er Jahren, der auch ihr College-Professor war
- Tara Wilson als Julia, die Frau von Sean
- Jolene Purdy als Justine Jordan (Staffel 2), Tullys neue Talentagentin
- India de Beaufort als Charlie (Staffel 2)
- Greg Germann als Benedict Binswanger (Staffel 2), ein wohlhabender Geschäftsmann, der für das Amt des Gouverneurs des Staates Washington kandidiert und über den Tully und Danny für eine Story berichten. Er stammt aus einer Familie, die ein Holzfällerunternehmen namens Bincorp besaß.
- Chris McNally als Mr. Waverly (Staffel 2)

## Episodenliste

### Staffel 1
| Nr. (ges.) | Nr. (St.) | Deutscher Titel             | Originaltitel                | Erstveröffentlichung | Regie          | Drehbuch                         |
| ---------- | --------- | --------------------------- | ---------------------------- | -------------------- | -------------- | -------------------------------- |
| 1          | 1         | Die neuen Nachbarn          | Hello Yellow Brick Road      | 3. Feb. 2021         | Peter O’Fallon | Maggie Friedman                  |
| 2          | 2         | Alles ist möglich           | Oh! Sweet Something          | 3. Feb. 2021         | Peter O’Fallon | Maggie Friedman                  |
| 3          | 3         | Keine Angst zu zweit        | Dancing Queens               | 3. Feb. 2021         | Anne Wheeler   | Ilene Rosenzweig                 |
| 4          | 4         | Nicht perfekt               | Love Is a Battlefield        | 3. Feb. 2021         | Anne Wheeler   | Savannah Dooley                  |
| 5          | 5         | Schwanger und durchgeknallt | Sweet Child O’ Mine          | 3. Feb. 2021         | Vanessa Parise | Maggie Friedman & Barbara Johns  |
| 6          | 6         | Schmutzige Wäsche           | Dirty Laundry                | 3. Feb. 2021         | Vanessa Parise | John Sacret Young                |
| 7          | 7         | Hart, aber nicht herzlich   | Total Eclipse of the Hart    | 3. Feb. 2021         | Fred Gerber    | Marissa Lee                      |
| 8          | 8         | Nicht mehr zu retten        | Mawaige                      | 3. Feb. 2021         | Fred Gerber    | Savannah Dooley & James Ford Jr. |
| 9          | 9         | Geburtstag                  | You Say It’s Your Birthday?! | 3. Feb. 2021         | Peter O’Fallon | Ilene Rosenzweig                 |
| 10         | 10        | Vor Ewigkeiten              | Auld Lang Syne               | 3. Feb. 2021         | Peter O’Fallon | Maggie Friedman                  |

### Staffel 2
| Nr. (ges.) | Nr. (St.) | Deutscher Titel               | Originaltitel                   | Erstveröffentlichung | Regie              | Drehbuch                                     |
| ---------- | --------- | ----------------------------- | ------------------------------- | -------------------- | ------------------ | -------------------------------------------- |
| 11         | 1         | Ich vermisse dich             | Wish You Were Here              | 2. Dez. 2022         | Michael Spiller    | Maggie Friedman                              |
| 12         | 2         | Unterwegs                     | On the Road                     | 2. Dez. 2022         | Michael Spiller    | Savannah Dooley, Marissa Lee & Barbara Johns |
| 13         | 3         | Das Coming-out                | I’m Coming Out                  | 2. Dez. 2022         | Shannon Kohli      | Becky Hartman Edwards & Michael V. Ross      |
| 14         | 4         | Vaterkomplex                  | Papa Don’t Preach               | 2. Dez. 2022         | Shannon Kohli      | Davah Avena & James Ford Jr.                 |
| 15         | 5         | Innerlich tot                 | Simple Twist of Fate            | 2. Dez. 2022         | Vanessa Parise     | Maggie Friedman & Barbara Johns              |
| 16         | 6         | Unabhängigkeitserklärung      | Reborn on the Fourth of July    | 2. Dez. 2022         | Vanessa Parise     | Maggie Friedman & Barbara Johns              |
| 17         | 7         | Es hat einfach nicht geklappt | Good Riddance/Time of Your Life | 2. Dez. 2022         | Katina Medina Mora | Becky Hartman Edwards & Michael V. Ross      |
| 18         | 8         | Es tut mir leid               | All Apologies                   | 2. Dez. 2022         | Katina Medina Mora | Maggie Friedman & Davah Avena                |
| 19         | 9         | Diese Herzchensache           | Hart Shaped Box                 | 2. Dez. 2022         | Michael Spiller    | Maggie Friedman & James Ford Jr.             |